# Харчовик (Керч)
Футбольний клуб «Харчовик» або просто «Харчовик»  — радянський футбольний клуб з міста Керч, АР Крим.

## Історія
Футбольний клуб «Харчовик» заснований в 30-х роках XX століття в місті Керч. Спочатку виступав у регіональних змаганнях. У 1938 році команда стартувала в Кубку СРСР. Потім продовжував виступати в чемпіонатах та кубках Кримської області, допоки його не розформували.

## Досягнення
- Кубку СРСР
  - 1/128 фіналу (1): 1938